# Prinzipalien
Prinzipalien (auch Prinzipalstücke; lateinisch principalia) nennt man im Kirchenbau die „ersten“ oder „vornehmsten“ Einrichtungsteile für die liturgische Nutzung.
Der Begriff ist unscharf. Er wird sowohl für die Funktionsorte in gottesdienstlichen Versammlungen verwendet (Altar, Ambo, Taufstein, Kanzel und Sedilien) als auch für wichtige weitere Ausstattungsteile wie (Altar-)Kreuz oder Leuchter, Zeremonialstab (Prozessionskreuz), Paramente (allen voran Antependium) und in katholischen Kirchen Tabernakel, Kredenz oder Beichtstuhl.
In den kirchenamtlichen Dokumenten ist in der Regel nur von Funktionsorten und Ausstattung die Rede. Dennoch ist der Terminus bei der Konzeption und Ausgestaltung von Kirchen ein geläufiger Begriff sowohl im evangelischen wie im katholischen Bereich.